# Бабушки (ансамбль)
«Бабушки» (азерб. Nənələr) — азербайджанская фольклорная и танцевальная группа-ансамбль из селения Сепаради Ленкоранского района Азербайджана. Ансамбль состоит из шести участниц. Появился в 1970 году. В репертуаре группы более 70 народных песен и баяты, которые исполняются на азербайджанском и талышском языках.
До 1997 года группа называлась «Һовон» (с тал.«Сестры»), так как в состав ансамбля входили исключительно сёстры Гюльбаджы, Агабаджы, Ханымбаджы и Гызбес.
После победы российского ансамбля «Бурановские бабушки» в национальном отборочном туре конкурса Евровидение 2012, азербайджанская группа тоже изъявляла желание выступить на этом фестивале.